# Кубули
Ку́були (латыш. Kubuli; ранее — станция Балви, латыш. Balvu stacija) — населённый пункт в Балвском крае Латвии. Центр Кубульской волости. Расположен на региональной автодороге P35. Расстояние до города Балви составляет около 6 км. По данным на 2020 год, в населённом пункте проживало 479 человека.

## История
Населённый пункт возник как посёлок при станции Балви железнодорожной линии Гулбене — Пыталово (ныне разобрана). В советское время населённый пункт был центром Кубульского сельсовета Балвского района. В посёлке располагался совхоз «Балви».